# Gudejeva valja
Gudejeva valja sta valja iz terakote, datirana v obdobje okoli leta 2125 pr. n. št., na katerih je v sumerskem klinopisu zapisan mit Gradnja Ningirsujevega templja. Valja sta bila izdelana po naročilu lagaškega ensija Gudee. Odkrita sta bila leta 1877 med izkopavanji Tell Teloha, starodavnega Girsuja, Irak. Valja sta razstavljena v Muzeju Louvre v Parizu. Gudejeva valja sta največja do zdaj odkrita valja z najdaljšim znanim besedilom v sumerskem jeziku.

## Uvod

### Odkritje
Valja je našel Ernest de Sarzec v odtoku tempeljskega kompleksa Eninnu v Tell Telohu, starodavnem "svetem mestu" Girsu, med izkopavanji leta 1877. Valja je našel ob gradbi, znani kot Agaren, v kateri je bil najden opečnat steber z opisom njegove gradnje v času Druge lagaške dinastije. Agaren je bil na stebru opisan kot prostor za sojenje ali sedež milosti, valja pa so verjetno hranili nekje drugje v Eninnuju. Domneva se, da sta valja padla v odtok med uničenjem Girsuja nekaj generacij kasneje.

### Opis
Valja sta označena s črkama A in B. Valj A je visok 61 cm in ima premer 32 cm, valj B pa je visok 56 cm in ima premer 33 cm. Valja st votla in imata odprtine za pritrditev. Slednje so bile ob odkritju zaprte z glinenimi zamaški, sama valja pa sta bila napolnjena z neznano vrsto mavca. Stene valjev so debele približno 2,5 do 3 cm. Valja sta bila zdrobljena in še vedno nista povsem restavrirana.  Besedilo na valju A je napisano v 30 kolonah, na valju B pa v 24 kolonah. Kolone so razdeljene na 16 do  35 odstavkov z eno do šest vrsticami. Besedilo se je moralo brati na valju v vodoravni legi, kar je bilo značilno za obdobje od med Akadskim kraljestvom in Tretjo ursko dinastijo, zlasti za Drugo lagaško dinastijo. Razlike v oblikah določenih znakov kažejo, da je besedilo pisalo več pisarjev.

### Prevodi in komentarji
Popolno reprodukcijo valjev je naredil Ernest de Sarzec v svojih poročilih o izkopavanjih in je še vedno v rabi. Prvi prevod in transliteracijo je objavil Francois Threau-Dangin leta 1905. Še eno izdajo z opazno skladnostjo je leta 1927 objavil Ira Maurice Price. Nadaljnje prevode so opravili M. Lambert in R. Tournay leta 1948, Adam Falkenstein leta 1953, Giorgio Castellino leta 1977, Thorkild Jacobsen leta 1987, in Dietz Otto Edzard leta 1997. Najnovejši prevod v okviru Electronic Text Corpus of Sumerian Literature (ETCSL) je opravil Joachim Krecher s pomočjo gradiv, ki sta jih zapustila Hermann Behrens in Brama Jagersme. Podroben komentar je objavil tudi Samuel Noah Kramer leta 1966 in 1988. Herbert Sauren je predlagal, da besedilo na valjih vsebuje obredno igro, uprizoritev ali predstavo, ki so jo izvajali med letnimi praznovanji, posvečenimi templju, in da nekateri deli obeh valjev opisujejo scenarij in vrstni red dogodkov sedemdnevnega praznovanja. Njegov predlog je bil sprejet samo delno.

## Vsebina
Junak zgodbe je Gudea, kralj mestna države Lagaš, ki je vladal na koncu 3. tisočletja pr. n. št. Zapustil je veliko svojih kipov, drugih predmetov in napisov, ki govorijo o gradnji Ningirsujevega templja Eninnu v Lagašu. Eninnu je bil ogromen tempeljski kompleks, v katerem so bili tudi templji drugih bogov. Od kompleksa je ostako bore malo, zato so besedila najboljši dokaz o njegovih dosežkih.

### Valj X
Med izkopavanji so bili odkriti fragmenti še enega Gudejevega napisa, ki se ne skladajo z Gudejevima valjema. Nekaj podrobnosti kaže, da bi fragmenti lahko bili del tretjega, uvodnega valja. Victor Hurowitz je menil, da je ta valj morda vseboval uvodno hvalnico Ningirsuju in Lagašu, Thorkild Jacobsen pa, da je morda pojasnjeval, zakaj je bil podoben tempelj, ki ga je malo pred tem zgradil Gudejev tast in predhodnik Ur-Baba, "ocenjen kot pomanjkljiv".

### Valj A
Zapis na valju A se začne v daljni preteklosti, ko je bog Enlil, najvišji bog sumerskega panteona, na seji Božanskega sveta določil usode in požel občudovanje svojega sina Ningirsuja (Ninurte) in njegovega mesta Lagaša. 
Ningirsu obljubi, da bo guverner mesta (ensi) zgradil tempelj, posvečen velikim dosežkom. Gudei pošlje sanje, v katerih mu velikan s krili, krono in dvema levoma ukaže zgraditi tempelj E-ninnu. Za njim se pojavita ženska z zlatim pisalom in junak s tablico iz lapisa lazuli z načrtom templja. Junak položi opeko v model za opeko in oboje v košari položi pred Gudeo, medtem pa osel nestrpno udarja s kopiti. Ko se Gudea zbudi, si ne znal razložiti sanj, zato odpotuje v preročišče k boginji Nanše, da bi jih razložila. Na poti se ustavi v več templjih in daruje več drugim bogovom. Nanse mu razloži, da je bil velikan njen brat Ningirsu, ženska pa boginja pisanja Nisaba, ki sta mu ukazala, naj zgradi tempelj, astronomsko poravnan po "svetih zvezdah". Junak v sanjah je bil Nindub, bog arhitekt, ki bo pregledal načrt templja. Osel bi lahko bil sam Gudea, jezen, ker se bo moral lotiti dela.
Nanse Gudei naroči, naj za Ningirsuja izdela okražen bojni voz z emblemom, orožje in bobne. Gudea jih izdela in jih z "Ušumgalkalamo", njegovim dvornim zabalvljačem ali harfo, odnese v tempelj. Za svoje dejanje je nagrajen z boginjinim blagoslovom in drugimi sanjami, v katerih dobi bolj podrobna navodila za gradnjo. Gudea nato prenese navodila prebivalcem Lagaša in v mestu razsoja po "etičnem in moralnem kodeksu". Gudea se vneto loti dela, izmeri gradbišče in med slavnostnim obredom položi prvo opeko. Gradivo pripeljejo od vsepovsod, tudi iz Suse, Elama, Magana, Meluhe in Libanona.
Gudea zatem sanja še tretje sanje, v katerih se mu razkrijejo različne oblike in značinosti templjev. Pri izdelavi podrobnih načrtov in polaganju temeljnega kamna sodelujejo tudi Anunaki, vključno z Enkijem, Nanse in Bauom. Za nekatere dele templja je opisana tudi oprema, besedilo pa se konča s hvalnico njemu samemu.

### Valj B
Besedilo na drugem valju se začne s pripovedno hvalnico, ki se začne z molitvijo k Anunakijem. Gudea nato napove, da je božji dom pripravljen za nastanitev Ningirsuja in njegove žene Bau. Pripravi se hrana in pijača, prižge se kadilo in organizira obred za sprejem bogov v njihov dom. Nato se mestu ponovno sodi in Enki imenuje številna božanstva, pristojna za različna mesta v hierarhiji. Mednje spadajo vratar, oskrbnik, dvornik, kočijaž, kozar, lovski čuvaj, inšpektorja za žito in ribištvo, glasbeniki, orožarji in glasnik. Po sveti poroki Ningirsuja in Bau priredi Gudea sedemdnevno slavje, posvečeno Anuju, Enlilu in Ninmah (Ninhursaga), glavnim sumerskim bogovom, ki so vsi prisotni. Besedilo se zaključi s pohvalnimi vrsticami za Ningirsu in tempelj Eninnu.

### Gradnja Ningirsujevega templja
Sodobno ime mita, zapisanega na obeh valjih, je  "Gradnja Ningirsujevega templja". Ningirsu je bil povezan z vsakoletnimi spomladanskimi deževji, ključnimi za zgodnje namakalno poljedelstvo. Thorkild Jacobsen opisuje tempelj kot zelo sveto mesto in vizualno zagotovilo prisotnosti boga v skupnosti, kar kaže na to, da je bila zgradba "v mističnem smislu poistovetena z njim". Element "Ninnu" v imenu templja "E-Ninnu" je del Ningirsujevega imena, ki se v popolni obliki glasi "E-Ninnu-Imdugud-babbara", kar pomeni "Ninnujeva hiša, utripajoči blisk". V drugih Gudejevih sanjah in v njegovem blagoslovu je neposredno omenjen kot blisk.

## Kasnejša besedila
Za Hvalnico templja Keš (okoli 2600 pr. n. št.) je na Gudejevih valjih zapisana ena od prvih pripovedi o obredni gradnji templja, ki so jih kdajkoli zapisali. Slog, izročila in oblika poročila so zelo podobni tistim v Bibliji, na primer poročilu o gradnji Mojzesovega tabernaklja v drugi Mojzesovi knjigi 25 in Številih 7.  Victor Hurowitz je opazil tudi podobnosti s kasnejšim opisom Salomonovega templja (1 Kralji 6:1–38, 1 Kralji poglavji 7 in 8 in 1 Kroniška).